# Tropical Airways
A Tropical Airways  é uma companhia aérea do Haiti.